# Hayo Apotheker
Harm Haijo (Hayo) Apotheker (Loppersum, 5 juni 1950) is een Nederlands socioloog, planoloog, politicus en bestuurder. Hij is lid van D66.

## Loopbaan
Apotheker studeerde, na zijn opleiding aan de Rijks HBS te Appingedam, sociologie en planologie aan de Rijksuniversiteit Groningen, waar hij in 1974 zijn doctoraalexamen behaalde. Hij begon zijn loopbaan als wetenschappelijk onderzoeker stadsvernieuwing aan de Rijksuniversiteit Groningen en werkte daar van 1974 tot 1977. Daarna werkte hij als onderzoeker en adviseur op de afdeling Sociaal-Geografisch en Bestuurskundig Onderzoek (SGBO) van de VNG van 1977 tot 1980. Hij begon zijn politieke loopbaan als gemeenteraadslid in 1974 en als wethouder in 1975 in Loppersum tot 1977.

## Burgemeester
In 1980 volgde Apotheker zijn benoeming tot burgemeester van de 'rode' gemeente Muntendam, waar hij aanvankelijk niet welkom was als D'66'er. Daarna volgde in 1988 zijn benoeming tot burgemeester van Veendam en in 1993 tot burgemeester van Leeuwarden. Ook hier bestond aanvankelijk verzet tegen zijn benoeming bij de plaatselijke PvdA.

## Minister
Hij was gedurende de periode van 3 augustus 1998 tot 8 juni 1999 minister van Landbouw in het tweede kabinet-Kok, maar liep vast in de Haagse politiek (volgens zijn toenmalige woordvoerder en latere VVD-spindoctor Henri Kruithof "omdat hij er echt geen hout van kon"). Volgens anderen koos hij meer voor een bestuurlijke aanpak. Apotheker verliet het kabinet vanwege onvoldoende steun voor alternatieven voor de varkenswet van VVD-voorganger Jozias van Aartsen en over de rechtmatigheid daarvan. De kabinetscrisis van mei zette hem hiertoe aan het denken. Hij stapte na tien maanden op.

## Opnieuw burgemeester
Apotheker werd weer burgemeester, eerst in 2000 als waarnemend burgemeester van Steenwijk, daarna in 2001 als burgemeester van de fusiegemeente Steenwijkerland, (tot 1 januari 2003 nog gemeente Steenwijk). Vanaf 15 februari 2010 was Apotheker waarnemend burgemeester van Sneek. Nadat die gemeente op 1 januari 2011 was opgegaan in Súdwest-Fryslân werd hij daar burgemeester, eerst waarnemend en sinds 1 januari 2012 als vast benoemd. In die hoedanigheid heeft Apotheker blindelings zijn handtekening gezet onder door een gemeenteambtenaar vervalst miljoenencontract voor een nieuwbouwwijk in Sneek. De gemeente moest daardoor bijna 7 miljoen euro meer betalen dan de bedoeling was.
Op 16 maart 2017 deelde Apotheker aan de gemeenteraad van Súdwest-Fryslân mee dat hij op 9 december 2017 afscheid neemt. Hij trad af per 1 januari 2018 als burgemeester. Per 1 januari 2018 werd hij opgevolgd door waarnemend burgemeester Magda Berndsen. Zelf werd hij per 1 januari 2018 benoemd als waarnemend burgemeester van de nieuwe gemeente Waadhoeke, die op die datum ontstond uit de gemeenten Franekeradeel, het Bildt, Menaldumadeel en de vier dorpen Welsrijp, Baijum, Winsum en Spannum van de gemeente Littenseradeel. Op 30 oktober 2018 nam de nieuwe burgemeester Marga Waanders het van hem over.
Eind 2018 werd hij met ingang van 1 januari 2019 benoemd tot waarnemend burgemeester van Noardeast-Fryslân. Op 16 oktober 2019 werd Johannes Kramer voorgedragen als burgemeester van Noardeast-Fryslân. Kramer begon op 6 januari 2020.

## Onderscheiding
Bij zijn afscheid van de gemeente Súdwest-Fryslân, in december 2017, werd Apotheker benoemd tot officier in de Orde van Oranje-Nassau.
- International Standard Name Identifier: 0000 0003 8946 7346
- Nederlandse Thesaurus van Auteursnamen: 068546378
- Parlement.com: vg09llpm1esz
- Virtual International Authority File: 282859878
- WorldCat: E39PBJmxXjkFyTqpDm3BgRy8G3